# María José Montiel
María José Montiel (Madrid, 24 de junio de 1968) es una mezzosoprano española, catedrática de Canto en la prestigiosa Universität der Künste de Berlín, Alemania. Reconocida con el Premio Nacional de Música (2015) que concede anualmente el Ministerio de Cultura y Deporte de España. 

## Biografía
Cursa la carrera superior de canto en el Real Conservatorio de Madrid con Ana María Iriarte y, posteriormente con Sena Jurinac y Olivera Miljaković en Viena, y también cursa estudios de Derecho en la Autónoma de Madrid, Universidad en la que además obtiene el DEA en Historia y Ciencias de la Música.
Ha interpretado el papel de Carmen en Suiza, Alemania, Francia, España, Japón, Italia, China, Israel y Estados Unidos. Ha colaborado con Riccardo Chailly en el Requiem de Verdi en el Konzerthaus de Viena y en Frankfurt, Milán, Budapest, la NHK Hall de Tokio y el Gewandhaus de Leipzig.
María José Montiel ha cantado en el Carnegie Hall de Nueva York, Centro John F. Kennedy para las Artes Escénicas de Washington, Sala Pleyel y Opéra National de París, Théâtre du Capitole de Toulouse, Finlandia Hall de Helsinki, De Doelen de Róterdam, Sala Filarmónica y Teatro de la Ópera de Varsovia, Musikverein, Konzerthaus y Ópera Estatal de Viena, Staatsoper de Berna, Festival de Bregenz, Ópera de Budapest, Sidney Town Hall, Teatro de La Scala de Milán, Teatro Regio de Parma, Opéra National de Paris, Teatro Verdi de Pisa, Teatro Comunale de Bolonia, La Fenice de Venezia, Teatro Verdi de Trieste, Teatro de La Monnaie de Bruselas, New National Theatre de Tokio. En España ha cantado en el Teatro Real y Auditorio Nacional de Madrid, Gran Teatro del Liceo y Palacio de la Música Catalana de Barcelona, Palacio de la Música de Valencia, Teatro Villamarta de Jerez, Palacio de la Ópera de La Coruña y otros muchos teatros y auditorios.
Ha colaborado con directores como Zubin Mehta, Daniel Oren, Lorin Maazel, Pinchas Steinberg, Miguel Ángel Gómez Martínez, García Navarro, Xian Zhang, Wayne Marshall, Adam Fisher, Horst Stein, Charles Dutoit, Vladimir Spivakov, Jesús López Cobos, Franz-Paul Decker, José Luis García Asensio, José Collado, Lawrence Foster, Odon Alonso, János Kovács, Neville Marriner, Jeffrey Tate, Maurizio Benini o Jacques Delacôte.
En el repertorio concertístico, ha cantado con orquestas como las Filarmónicas de Viena, de Buenos Aires, de Helsinki y de Tokio, las Sinfónicas de Montreal y Cincinnati, los Virtuosos de Moscú, la Orquesta Nacional de Francia, N.A.C. de Ottawa, Cámara de Lausanne, Fundación Arturo Toscanini, Filarmónica Radio Holanda o Giuseppe Verdi de Milán, mientras que en España colabora habitualmente con la Orquesta Nacional de España, Sinfónica de RTVE, Sinfónica de Murcia, Orquesta de Valencia.
En la reinauguración del Teatro Real de Madrid interpretó el rol principal de la ópera de Manuel de Falla La vida breve, junto al tenor Jaime Aragall. En este mismo escenario ha cantado en Las Golondrinas, de Usandizaga, en la Gala Centenario de la SGAE junto a Montserrat Caballé y Alfredo Kraus y en la Gala XXV Aniversario de la Constitución Española. Ha cantado junto a Plácido Domingo en la reinauguración del Teatro Avenida de Buenos Aires, así como la zarzuela Luisa Fernanda en el estreno del género lírico español en La Scala de Milán para después realizar una gira con la obra de Moreno Torroba por la Washington National Opera, Teatro Real de Madrid, Ópera de Los Ángeles y Theater an der Wien.
El 23 de junio de 2024, ingresó en la Real Academia de Bellas Artes de San Fernando. Había sido elegida el 19 de junio de 2023, en sustitucíón de Teresa Berganza.

## Discografía
Su discografía abarca una veintena de discos, trabajos que ha realizado para sellos como Dial, BIS, RTVE, Ensayo, Fundación Autor, Deutsche Gramophon y Stradivarius; su disco Modinha con Lieder de Brasil y junto a Luiz de Moura fue finalista Premios Grammy y su DVD Madrileña Bonita obtuvo el DVD de Oro.

## Repertorio
- Vincenzo Bellini
  - I Capuleti e i Montecchi, Romeo
  - Norma, Adalgisa
- Alban Berg
  - Wozzeck, Marie
- Georges Bizet
  - Carmen, Carmen
- Francesco Cilèa
  - Adriana Lecouvreur, Principessa
- Luigi Cherubini
  - Medea, Neris
- Gaetano Donizetti
  - La Favorite, Leonore
  - Maria Stuarda, Elisabetta
  - Lucrezia Borgia, Maffio Orsini
- Jules Massenet
  - Werther, Charlotte
  - Dulcinea, Don Quichotte
- Wolfgang Amadeus Mozart
  - La Clemenza di Tito, Sesto
  - Così fan tutte, Dorabella
- Amilcare Ponchielli
  - La Gioconda, Laura
  - La Gioconda, La Cieca
- Gioacchino Rossini
  - Il barbiere di Siviglia, Rosina
- Camille Saint-Säens
  - Samson et Dalila, Dalila
- Richard Strauss
  - Ariadne auf Naxos, Komponist
  - Der Rosenkavalier, Oktavian
- Giuseppe Verdi
  - Don Carlo, Eboli
  - Aida, Amneris
  - Il Trovatore, Azucena
  - Un ballo in maschera, Ulrica

En el repertorio sinfónico abarca un amplio repertorio en el que destacan obras como: Les nuits d’été y Escenas de Faust de Hector Berlioz, Segunda, Tercera, Octava sinfonías y Lieder eines fahrenden Gesellen de Gustav Mahler, Requiem de Verdi, Gloria de Antonio Vivaldi, Novena Sinfonía de Ludwig van Beethoven, Stabat Mater y Misa Solemne de Rossini, Schéhérazade de Maurice Ravel, o la Rapsodia para contralto de Johannes Brahms. También ha trabajado la creación española, participando en la recuperación de la ópera Pepita Jiménez y en el estreno absoluto de Merlin de Isaac Albéniz y en las primeras audiciones de obras de compositores contemporáneos como Ojos Verdes de Luna, de Tomás Marco o Eufonía, de Xavier Montsalvatge, además de piezas de Cruz de Castro, Peris, Bernaola, Barce o Anton García Abril, de quien ha interpretado buena parte de su repertorio vocal.

## Premios
Ha recibido los premios los siguientes premios:
- Premio Lucrecia Arana
- Premio Federico Romero de la SGAE
- Premio Ojo Crítico de RNE
- Premio de la CEOE
- Premio Fundación Coca-Cola España al mejor intérprete por “la calidad de su voz, su temperamento expresivo y versatilidad de repertorio”.
- Premio de Cultura en la modalidad de Música que otorga la Comunidad de Madrid (2007)
- Mejor Cantante Femenina de Opera por la Fundación Premio Líricos Teatro Campoamor (2011)[11]
- Premio Nacional de Música concedido por el Ministerio de Educación, Cultura y Deporte de España (2015)